# Илдуркины
Илдуркины (монг. илдүрхин) — одно из племён средневековых коренных монголов. Представляют собой ответвление рода сулдус.

## Этноним
В переводе «Сборника летописей» Л. А. Хетагурова этноним отражён в форме илдуркин. В монгольском переводе Ц. Сүрэнхорлоо этноним отражён в форме илдүрхин, в английском переводе У. М. Такстона — в формах ildürkin и ildürgin.

## История

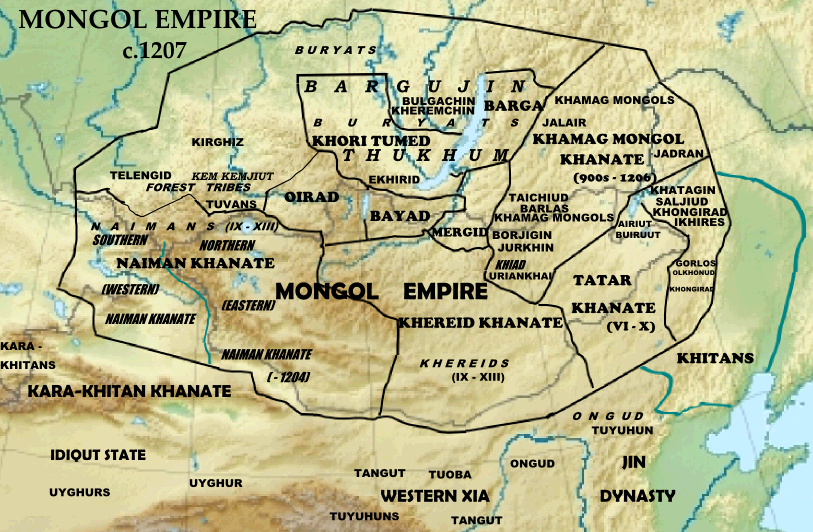
Монгольская империя в 1207 г.

Илдуркины — ответвление дарлекин-монгольского племени сулдус. Согласно «Сборнику летописей», дарлекины состояли из следующих родов: нукуз, урянкат, кунгират, икирас, олкунут, куралас, элджигин, кункулают, ортаут, конкотан, арулат, килингут, кунджин, ушин, сулдус, илдуркин, баяут и кингит.

### Эргунэ-кун
Дарлекины и нируны — потомки древних монгольских родов (нукуз и кият), вышедших из легендарной местности Эргунэ-кун. Учёными название «Эргунэ-кун» ассоциируется с рекой Аргунь, которую монголы называют Эргунэ мурэн (Широкая река). Эргунэ-куном назывался, как полагает Л. Билэгт, находящийся на востоке нынешнего Забайкальского края Аргунский хребет. Согласно Б. Р. Зориктуеву, Эргунэ-кун располагался на месте впадения р. Мангу (Цзилюхэ) в Аргунь.
По мнению Б. Р. Зориктуева, монголы обитали в Эргунэ-кун во времена табгачской династии Тан. При этом уход монголов в Эргунэ-Кун обычно датировался VII—VIII вв. н. э., хотя Л. Билэгт называет другие даты ухода монголов в Эргунэ-Кун — 358 или 308 г. н. э.

### Племена Трёхречья
Согласно Б. Р. Зориктуеву, сложение дарлекинской группы началось в середине I тыс. н. э. на правом берегу р. Эргунэ (Аргунь) в местности Эргунэ-кун, а завершилось ориентировочно к середине X в. в Трёхречье. С формированием нирунов и в целом дарлекино-нирунской общности завершилось сложение основы современного монгольского народа, которая в научной литературе более известна как объединение родов и племён Трёхречья (истоков Онона, Керулена и Толы).
Данное объединение состояло из родственных между собой этнических групп. Цементирующей их основой был культ предков Бортэ-Чино и Бодончара, который прямо или опосредовано оказывал заметное влияние на формирование общих черт в культуре, быте, языке, мировоззрении населения.

### Харкай-Джэун
Самым известным представителем племени илдуркин, согласно сведениям из «Сборника летописей», был Харкай-Джэун. Харкай было его именем, Джэун в переводе с монгольского значит левый (в трактовке У. М. Такстона — левая рука).
Харкай-Джэуну удалось проявить себя после битвы при Харахалджит-Элетах. Он был отправлен Чингисханом в качестве посла к Ван-хану. Согласно «Сокровенному сказанию монголов» сведения, полученные от послов, помогли Чингисхану вскоре разгромить войско кереитов в Чжер-кабчигайской пади Чжечжеерских высот. При этом «Сокровенное сказание» в числе послов упоминает только Хариудара, из племени джоуреид, и Чаурхана, из племени урянхай.
Другим известным представителем илдуркинов был один из двоюродных братьев Харкай-Джэуна Ханду-секретарь (битикчи). Он был нойоном (эмиром) тумена из караунасов в области хорасанского Бадгиса. Известно, что Харкай-Джэун прожил долгую жизнь и был жив ещё во времена правления хана Мунке.